# Ängeln och den laglöse
Ängeln och den laglöse (engelska: Angel and the Badman) är en amerikansk långfilm från 1947 i regi av James Edward Grant, med John Wayne, Gail Russell, Harry Carey och Bruce Cabot i huvudrollerna. Filmen är inte länge skyddad av copyright och kan gratis tas ner från Internet.

## Handling
Banditen Quirt Evans (John Wayne) blir omhändertagen av en snäll kväkarfamilj. Dottern i familjen, Penelope (Gail Russell), fångar hans öga och Evans lovar snart att ge upp sitt farliga liv och slå sig ner med Penelope om hon bara vill det.

## Om filmen
Ängeln och den laglöse har visats flera gånger i SVT, bland annat 1992, 2002, 2017, i april 2019 och i oktober 2023.

## Rollista
| John Wayne    | – Quirt Evans        |
| Gail Russell  | – Penelope Worth     |
| Harry Carey   | – Wistful McClintock |
| Bruce Cabot   | – Laredo Stevens     |
| Irene Rich    | – Mrs. Worth         |
| Lee Dixon     | – Randy McCall       |
| Stephen Grant | – Johnny Worth       |
| Tom Powers    | – Dr. Mangram        |
| Paul Hurst    | – Frederick Carson   |
| Olin Howland  | – Bradley            |
| John Halloran | – Thomas Worth       |
| Joan Barton   | – Lila Neal          |
| Craig Woods   | – Ward Withers       |
| Marshall Reed | – Nelson             |

## Produktion
Detta var den första filmen John Wayne producerade. Filmen spelades in Flagstaff och Sedona i Arizona och i Monument Valley i Utah.

## Mottagande
Ängeln och den laglöse fick ett svalt mottagande hos publiken men kritikerna var mer positiva. Tidningen Variety skrev att det var Waynes bästa film sedan Diligensen (1939).